# «Українне місто»: Кременчук від заснування до року 1764-го
«Українне місто»: Кременчук від заснування до року 1764-го — монографія, присвячена історії Кременчука та Кременчуччини.
Монографія присвячена історії міста Кременчука та його округи (включно з такими історичними містечками як Власівка, Говтва, Городище-Градизьк, Келеберда, Крилів, Круків, Переволочна, Потоки, Омельник, Чигирин-Діброва та ін.) від заснування — процес якого розтягнувся майже на століття з середини XVI ст. до 1637 р. — до часу ліквідації тут козацької адміністрації та підпорядкування більшості Кременчуччини Новоросійській губернії у 1764 р. У центрі уваги дослідника знаходилась доля локальної спільноти, місцева спадщина прикордоння («українності») доби козацької України, її вплив на розвиток міста та згуртованого навколо нього краю

## Зміст
- Список умовних скорочень …5
- Передмова до першого видання …7
- Передмова до другого видання …9
- До земляків …10
- Вчені нотатки …11
  - Кременчуччина — кордони представлення (11)
  - Історіографічний нарис (16)
  - Ad fontes (24)
- Розділ 1. Королівська фортеця …27
  - 1.1. Уходи і замок …27
    - Українська конкіста: змагання з Диким полем (27)
    - Одіссея заснування (48)
    - Ім'я-доля (60)

  - 1.2. Магнати і козаки …64
    - Королі прикордоння: кн. Вишневецькі (64)
    - «Сини коронні»: магнати і шляхта (66)
    - Плебейське лицарство: пасинки Корони (82)

  - 1.3. Козацькі війни на Кременчуччині …85
    - Брати по зброї: битва при Пивських горах (85)
    - Розбрат: Куруківська битва (90)
    - Каїнові справи: шлях на Старець (98)
- Розділ 2. Кременчуцький первоцвіт: Козацька революція і Руїна (1648—1687) …107
  - 2.1. Столична околиця: від сотні до полку …107
    - Покликані революцією: призовники Великого Гетьмана (107)
    - «Час світу»: потенціал міста та регіональні перспективи (118)
    - «Народ-військо»: полково-сотенна система (126)
    - «Уламки цивільності»: магдебургія і церква (132)
    - Агонія «уродзоних» і примарне староство (140)

  - 2.2. «ПоХмілля» …149
    - Виговський: війна з Війною (150)
    - Юрась Хмельницький: надія на єдність та розлам Дніпром (157)
    - Тетеря і Брюховецький: консерватизм проти популізму (177)
    - Війна всіх проти всіх. Гіркий смак «чужої правди» (183)
    - Дорошенко: двобій із долею (187)
    - Чигиринські війни: тризна по славі (202)
    - Тіні Чигирина (207)
- Розділ 3. На вістрі колонізації: змагання цивілізаторів
  -     - (кінець XVII — 1764) …217

  - 3.1. Знову кордон: застава, запорожці, іноземці …217
    - Закуток Гетьманщини (217)
    - «Залізом і кров'ю»: Петровські війни та мазепинці на Кременчуччині (233)
    - Зрима Держава: кордон, фортеці, митниці та турецька війна (248)
    - Реставрація Правобережжя: знову козаки та шляхта (281)
    - Правобережна Слобожанщина (289)
    - «Дежавю» Речі Посполитої: гайдамаки і росіяни (296)
    - Люди «білого царя»: імперська поселенська колонізація (306)

  - 3.2. Обрії матеріальної цивілізації. Химерний образ старосвітського суспільства на Кременчуччині …326
    - Агро-урбаністика: загальний стан міст Гетьманщини (327)
    - Шлях-авантурник: місцеві транспортні та торговельні артерії (339)
    - Лицарі бізнесу: кременчуцьке чумацтво (345)
    - «Старші та менші» діти Вітчизни: старшина, козаки, міщани, селяни та клір (348)
    - «Південний» полк, «узбережна» сотня (376)
    - «Всякому городу нрав і права» (408)
- Післямова …421
- Додатки …425
  1. Міські привілеї з Кременчуччини (XVII ст.) (427)
  2. Акти на надання та купівлю маєтностей кременчуцьких (XVII–XVIII ст.) (438)
  3. Реєстри і компути козацьких сотень (середина XVII — перша чверть XVIII ст.) (444)
  4. Статистичні описи середини XVIII ст. (473)
  5. Старшинські долі (564)
- Бібліографія …576
- Іменний покажчик …614
- Географічний покажчик …635
- Хронологія …650
- Ілюстрації …654

## Службова інформація
ISBN 978-966-518-564-2
Вирський Д. «Українне місто»: Кременчук від заснування до року 1764-го. — 2-ге вид., випр., доп. — К., Видавничий дім «Києво-Могилянська академія», 2011. — 681 с.: іл.